# Tomáš Černý (pěvec)
Tomáš Černý (* 28. července 1960 Praha) je český operní pěvec a operetní herec a zpěvák.

## Životopis
Je synem Karla Černého, který byl tenorista a operetní herec v Hudebním divadle Karlín. I když už měl základní hudební vzdělání získané v hudební škole, nastoupil kvůli svému technickému talentu na střední průmyslovou školu. Následně pokračoval na ČVUT studiem technické kybernetiky, ale i během studia se intenzivně věnoval zpěvu, a to v Kühnově smíšeném sboru. Když začal pracovat jako vývojový počítačový pracovník v Laboratorních přístrojích v Pragotronu, rozhodl se následně po svém uvážení pracovat v pěveckém oboru, který měl jen jako koníček. Proto pod vedením svého otce se připravil na konkurz do Pražského filharmonického sboru, kde byl přijat jako sólista. Následně se stal žákem pěveckého pedagoga Jiřího Kotouče na popud dirigentky Miriam Němcové. Poté, co 1. ledna 1998 úspěšně absolvoval konkurz na sólistu plzeňského operního souboru Divadla J. K. Tyla, se zde prvně představil jako rytíř Hugo ve hře Undiny od Alberta Lortzinga, kde kritika ocenila jeho hlas, ale vytkla jeho toporná gesta a statický projev, protože neměl žádné herecké studium. To se ale poté změnilo a vystupoval i ve Stavovském divadle.
V roce 1999 získal angažmá ve Státní opeře Praha, kde do roku 2002 působil jako sólista opery. V roce 2000 vystupoval v roli prince Su Čonga v Zemi úsměvů v Hudebním divadle Karlín, kterou zde v 60. letech zpíval jeho otec. Od roku 2002 svůj tenorový hlas zdokonaloval u pěvecké pedagožky Svatavy Šubrtové a začal hostoval v Národním divadle moravskoslezském, ve kterém získal nominaci na cenu Thálie v oboru opera za rok 2010 za roli Dona Josého v Bizetově opeře Carmen. Už před tím byl dvakrát v úzké nominaci na cenu Thálie v oboru opera, a to za rok 2005 za výkon v roli Laca v Její pastorkyňa a za rok 2008 za výkon v roli Jeníka v Prodané nevěstě v Národním divadle v Praze. Také hostuje v libereckém Divadle F. X. Šaldy a vystupoval zde například v inscenacích Aida, Hoffmannovy povídky, Rusalka a Noc v Benátkách. V roce 2006 na mistrovských kurzech navázal spolupráci s nizozemskou profesorkou Margreet Honigovou z Amsterdamu.
Hostoval i na zahraničních operních scénách, a to v Norimberku, Basileji, Curychu, Stuttgartu, Berlíně, Wiesbadenu, Tokiu, Ciudad de México nebo Bratislavě. Kromě divadel v se také zúčastnil i festivalů jako Pražské jaro, Dresdner Musikfestspiele, Milano Musica, Mezinárodní festival soudobé hudby Varšavský podzim a vystupoval s řadou orchestrů po celé Evropě. Jeho hlas se objevil na CD se symfonickým metalem švédské skupiny Therion, což se dozvěděl až v komentáři pod svým videem z Rusalky na Youtube.
Na festivalu Opera 2005 dostal cenu Libuška za roli Edgarda v Lucii di Lammermoor od Gaetano Donizetti a v roce 2011 získal japonské ocenění Tokusen za nahrávka Dvořákovou Requiem. Za rok 2000 obdržel cenu Thálie v oboru opereta a muzikál za mimořádný výkon v roli prince Su Čonga v Zemi úsměvů od Franze Lehára v Hudebním divadle Karlín.